# Rakoniewice
Rakoniewice (germană Rakwitz) este un oraș în Polonia. În 2015 avea 3551 de locuitori.